# Bataille de Focșani
Guerre russo-turque de 1787-1792
Batailles
- Kinburn
- Otchakov
- Île des Serpents (Fidonisi)
- Focșani
- Râmnic
- Kertch
- Tendra
- Izmaïl
- Măcin
- Kaliakra

La bataille de Focșani (aussi appelée bataille de Fokschani ou bataille de Focsani, en hongrois : Foksányi csata) est un affrontement de la guerre russo-turque de 1787-1792. Il se déroula le 1er août 1789 près de Focșani, en Moldavie, et opposa l'Empire ottoman à une coalition formée de l'Empire russe et de la monarchie de Habsbourg. Les Russes étaient commandés par Alexandre Souvorov, les Autrichiens par le prince Frédéric Josias de Saxe-Cobourg-Saalfeld et les Ottomans par Osman Pacha.
Les troupes austro-russes comptaient 25 000 hommes (18 000 Autrichiens et Hongrois et 7 000 Russes) tandis que l'armée ottomane était forte de 30 000 hommes. Les forces de la coalition prirent d'assaut le camp retranché ottoman et chassèrent les Turcs de Moldavie.

## Contexte
Au début de la campagne de 1789, le grand vizir de l'Empire ottoman Koca Yusuf Pacha (en) se prépara à défendre les provinces de Moldavie et de Valachie. Le territoire turc était alors menacé par une double offensive : au nord-ouest se trouvait une armée autrichienne de 18 000 hommes sous les ordres du prince de Saxe-Cobourg-Saalfeld tandis que le corps russe du général Alexandre Souvorov s'avançait depuis le nord-est vers la Moldavie. Yusuf Pacha décida d'attaquer les forces autrichiennes avant que celles-ci ne fassent leur jonction avec les Russes. À cette fin, il ordonna à Osman Pacha de se diriger au nord de Focșani avec une armée de 30 000 hommes. La ville était un important centre commercial idéalement situé à la frontière entre la Moldavie et la Valachie. Informé de l'approche des Turcs, Cobourg sollicita l'appui de Souvorov qui se porta à la rencontre de son allié avec un contingent de 7 000 hommes. Quittant Buirlad le 28 juillet, ses troupes parcoururent 64 km en 28 heures et rejoignirent Cobourg le lendemain sur les rives de la Siret.

## Prélude

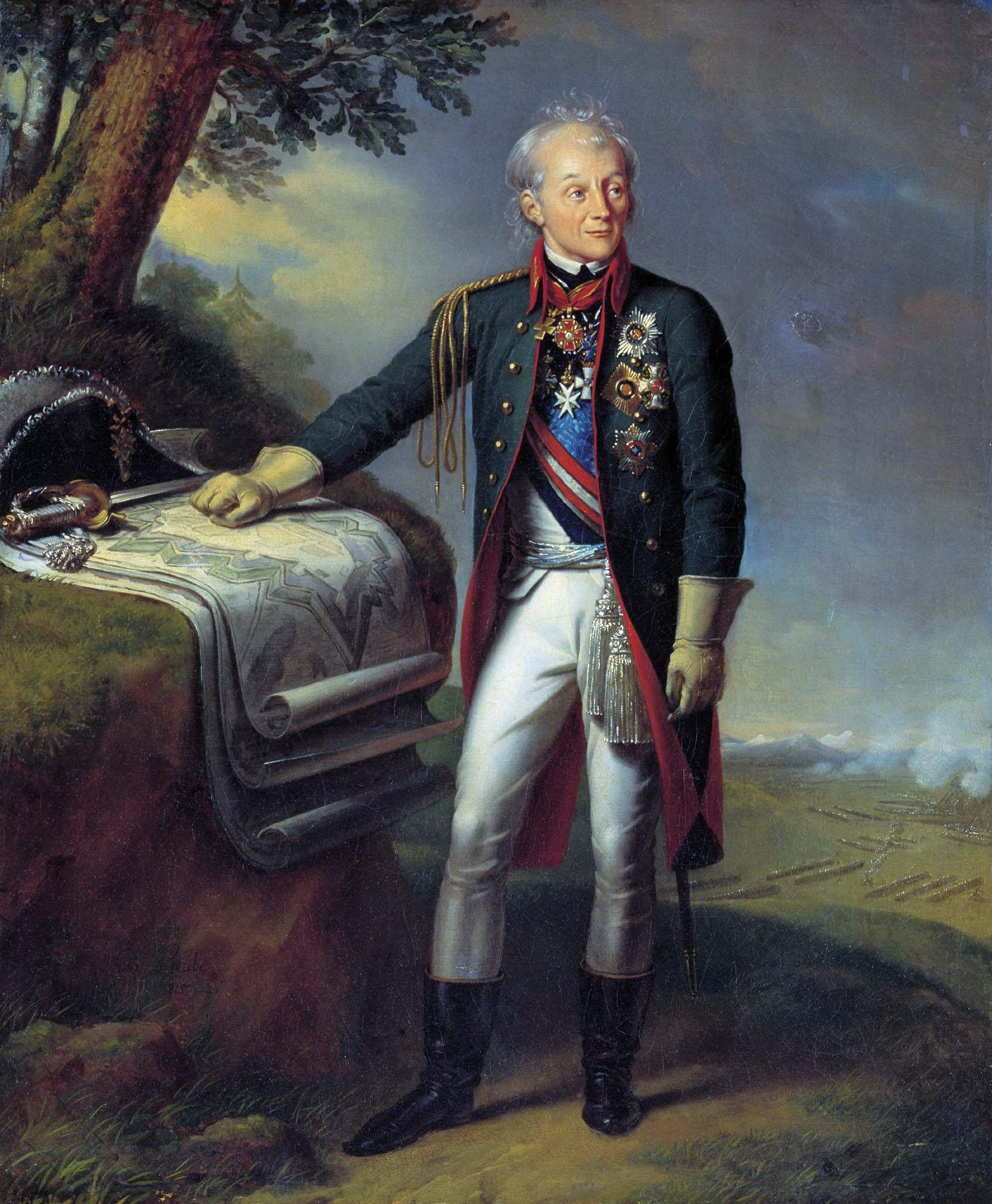
Le général Alexandre Souvorov, par Charles de Steuben.

Les Russes et les Autrichiens reprirent leur progression en deux colonnes, Souvorov commandant celle de gauche et Cobourg celle de droite. Le 31 juillet, les troupes alliées entrèrent en contact avec les avant-postes d'Osman Pacha et les rejetèrent sur le gros de l'armée turque stationné à Focşani. Le 1er août, Souvorov et Cobourg rangèrent leur dispositif sur deux lignes, avec l'infanterie en carré.
Dans ses précédents engagements avec les Ottomans, l'armée russe s'était toujours déployée en ligne, mais ses généraux avaient observé que l'usage de cette tactique contre les Turcs menait au désastre. En effet, les Ottomans profitaient de l'étendue et de la faible densité des lignes russes pour les attaquer avec une nombreuse et excellente cavalerie, capable de percer et de briser les formations adverses. Souvorov et d'autres commandants popularisèrent l'utilisation du carré afin de repousser les attaques de la cavalerie turque et de maintenir une progression constante jusqu'au gain de la bataille. Chez Souvorov, les carrés étaient constitués de régiments ou de bataillons individuels disposés en échiquier et soutenus par des tirailleurs. Cette doctrine améliorait la souplesse et la vitesse des troupes, permettait aux différentes unités de s'assister mutuellement et augmentait leur capacité à enfoncer les défenses adverses ; elle permettait aussi de résister plus efficacement aux assauts de la cavalerie et de l'infanterie légère turques.
Les Autrichiens étaient arrivés à une conclusion similaire à celle des Russes et avaient abandonné la formation en ligne, encore utilisée au cours de la guerre austro-turque de 1737-1739, au profit d'une organisation en carrés dans laquelle ces derniers pouvaient se soutenir mutuellement. À l'inverse, la cavalerie ottomane, notamment les sipahis féodaux ou les volontaires du Deli, avait considérablement baissé en qualité à la fin du XVIIIe siècle. La principale force de l'armée turque résidait désormais dans son artillerie, servie par un corps de professionnels, et dans son infanterie, composée de troupes salariées comme les janissaires et de troupes auxiliaires comme celles fournies par les aristocrates boyards de Moldavie et de Valachie.

## Déroulement de la bataille
La bataille débuta le 1er août vers 9 h du matin par un feu d'artillerie des coalisés contre les positions turques. Les Ottomans avaient fortifié leur camp avec des retranchements qu'ils avaient l'habitude d'ériger en campagne et qui pouvaient comprendre des fossés, des remparts en terre, des palissades en bois et des tours. Les Ottomans effectuèrent une sortie pour attaquer les forces alliées sur l'ensemble du front, mais ils furent repoussés par le tir nourri des canons et de l'infanterie austro-russes.
Souvorov attaqua ensuite l'aile droite des Turcs. La cavalerie russe fut mise en échec mais la progression de l'infanterie eut davantage de succès et les Turcs furent poussés jusque dans leurs retranchements, mitraillés quasiment à bout portant par les Russes. Sur le flanc gauche ottoman, l'infanterie autrichienne parvint également à culbuter les défenseurs. Vaincus aux deux extrémités de leur dispositif, les Ottomans prirent la fuite. À 16 h, la victoire austro-russe était totale. Les coalisés manquaient toutefois des ressources nécessaires pour poursuivre les Turcs et ils n'osèrent pas s'aventurer plus loin en territoire ottoman.
Les pertes turques se montèrent à 1 500 tués et 2 500 blessés, alors que celles des Austro-Russes ne dépassèrent pas 800 hommes. Ces derniers s'emparèrent également de 12 canons,.

## Bilan et conséquences
Osman Pacha ayant été battu et chassé de Moldavie, le successeur de Yusuf Pacha au poste de grand vizir, Cenaze Hasan Pacha (en), formula une nouvelle stratégie. Au mois de septembre, il prit lui-même l'offensive avec 100 000 hommes. Une fois encore, Souvorov unit ses forces à celles de Cobourg et les deux généraux remportèrent une écrasante victoire sur leurs adversaires à la bataille de Râmnic.